# Robert J. Richards
Pour les articles homonymes, voir Richards.
Robert J. Richards (né en 1942) est un auteur et historien des sciences américain, spécialiste de Darwin et de la théorie de l'évolution. Il est professeur Morris Fishbein pour l’histoire de la science et de la médecine à l’université de Chicago. Il a écrit ou édité sept livres sur l'histoire des sciences ainsi que des dizaines d'articles.  

## Formation et carrière
Richards est titulaire d'une maîtrise en psychologie biologique et en histoire des sciences de l'Université de Chicago, obtenue à l'université du Nebraska, où il a obtenu son doctorat dans ce domaine. Il a également obtenu son doctorat en philosophie de l'université de Saint-Louis. Il est professeur assistant depuis 1981, professeur associé depuis 1984, professeur à l'université de Chicago depuis 1991 et directeur du Centre Fishbein d'histoire des sciences depuis 1992. En 2004, il est devenu professeur Morris Fishbein d'histoire des sciences et d'histoire de la médecine à Chicago et en 2011 professeur distingué de l'université. En 1983, il a été professeur invité et, en 1989, maître de conférences Fidia à l'université Harvard.

## Travaux
Ses travaux portent essentiellement sur l'histoire et le philosophie de la biologie, plus spécialement la théorie de l’évolution, et de la psychologie.

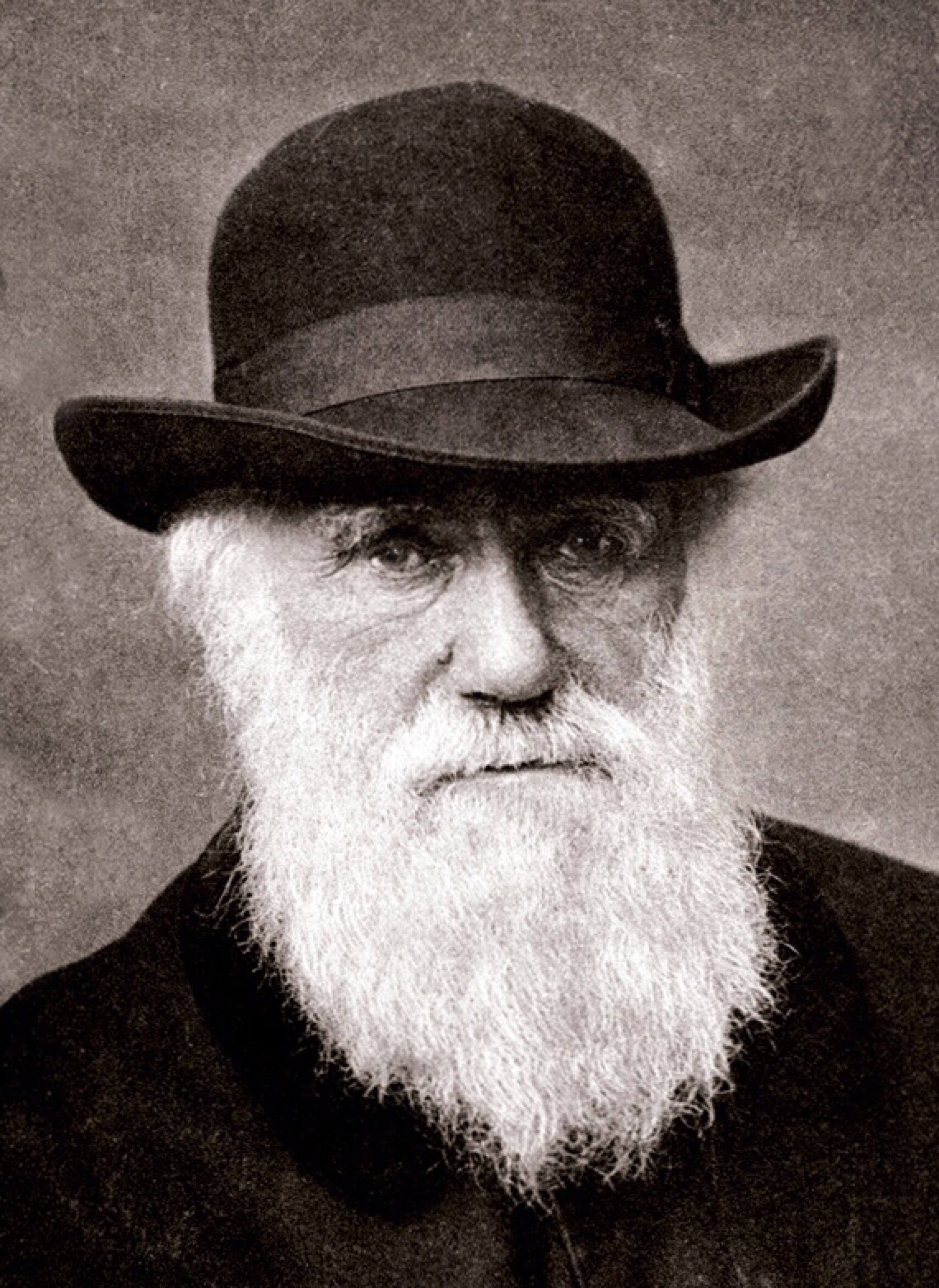
Charles Darwin en 1880.

Richards a écrit un livre sur l'influence du romantisme sur la science au début du XIXe siècle et de Charles Darwin sur la vie intellectuelle allemande (notamment Ernst Haeckel et jusqu'aux nationaux-socialistes). Il écrit actuellement un commentaire philosophique et scientifique sur l’Origine des espèces de Darwin. 
Un autre thème de ses recherches concerne Ernst Haeckel, injustement crédité d'avoir fait avancer la « science nationale-socialiste » et accusé d'anti-sémistisme.

## Prix et distinctions
Il a remporté plusieurs prix, dont le prix Gordon J. Laing (en) de l’University of Chicago Press en 2003, le prix Quantrell pour l’excellence dans l’enseignement de premier cycle, il reçoit en 2011 la médaille George Sarton de l’History of Science Society. Il a également été lauréat d'une Bourse Guggenheim en 2004/2005.
En 1988 il est lauréat du prix Pfizer décerné par l’History of Science Society, pour son ouvrage Darwin and the Emergence of Evolutionary Theories of Mind and Behavior (Chicago: University of Chicago Press, 1987),,,
Il est membre correspondant de l'Académie des sciences de Göttingen (2010). 

## Publications
- Cambridge Companion to the Origin of Species (édité avec Michael Ruse) (Cambridge: Cambridge University Press, 2008).
- Darwinian Heresies (édité avec Abigail Lustig et Michael Ruse) (Cambridge: Cambridge University Press, 2004).
  - Richards: If this be heresy. Haeckel´s conversion to Darwinism, pp. 101-130.
- Darwin and the Emergence of Evolutionary Theories of Mind and Behavior (Presses de l'Université de Chicago, 1987).
- The Meaning of Evolution:  The Morphological Construction and Ideological Reconstruction of Darwin's Theory (Presses de l'Université de Chicago, 1992).
- The Tragic Sense of Life: Ernst Haeckel and the Struggle over Evolutionary Thought (University of Chicago Press, 2008).
- The Romantic Conception of Life: Science and Philosophy in the Age of Goethe (Presses de l'Université de Chicago, 2002).
- Was Hitler a Darwinian? Disputed Questions in the History of Evolutionary Theory (Presses de l'Université de Chicago, 2013)
- La création linguistique de l'homme: Charles Darwin, August Schleicher, Ernst Haeckel et le chaînon manquant de la théorie de l'évolution au XIXe siècle, dans: M. Dörres (ed.), Expérimenter dans les langues: études sur la science et le langage, Stanford University Press 2002.
- Rhapsodies on a Cat-Piano, or Johann Christian Reil and the Foundations of Romantic Psychiatry, 1998.